# Сладкая Балка (Запорожская область)
Сладкая Балка (укр. Солодка Балка) — село, Новопрокоповский сельский совет, Токмакский район, Запорожская область, Украина.
Код КОАТУУ — 2325283204. Население по переписи 2001 года составляло 193 человека.

## Географическое положение
Село Сладкая Балка находится на расстоянии в 1 км от села Ильченково.
По селу протекает пересыхающий ручей с запрудой.
Через село проходит автомобильная дорога Т-0408.

## История
- [2]1865 год — дата основания.